# América Futebol Clube (AC)
|  | Aquest article tracta sobre el club de futbol de la ciutat de Rio Branco . Vegeu-ne altres significats a «América Futebol Clube». |

L'América Futebol Clube fou un club de futbol brasiler de la ciutat de Rio Branco a l'estat d'Acre.

## Història

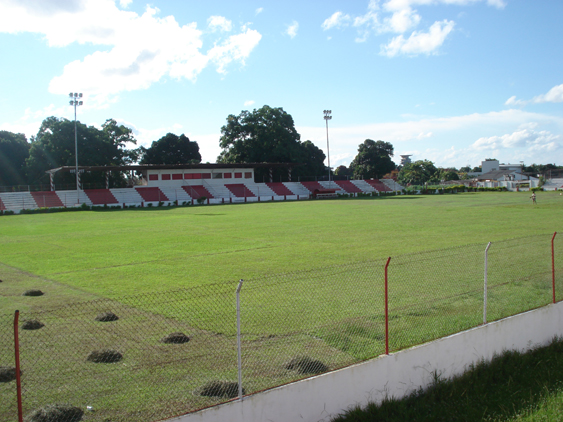
Estadi José de Melo.

El club va ser fundat el 9 d'agost de 1919. Fou dos cops campió estatal els anys 1948 i 1949. Posteriorment desaparegué.

## Palmarès
- Campionat acreano:
  - 1948, 1949

## Estadi
Disputava els seus partits a l'Estadi José de Melo, el qual té una capacitat per a 8.000 espectadors.